# 神戸大学国際人間科学部
神戸大学国際人間科学部（こうべだいがくこくさいにんげんかがくぶ、英称:Faculty of Global Human Sciences）は、神戸大学に設置される学部の一つである。

## 概要
神戸大学国際人間科学部は、兵庫師範学校や兵庫青年師範学校を前身とする神戸大学発達科学部と、旧制姫路高等学校を前身とする神戸大学国際文化学部が、2017年に統合して設立された。グローバルイシューに対応することのできる人材の育成を目的としている。なお、旧発達科学部附属学校は、2009年の再編で神戸大学附属幼稚園、神戸大学附属小学校、神戸大学附属中等教育学校、神戸大学附属特別支援学校となっている。

## 沿革
- 1874年 - 兵庫県師範伝習所（のちの兵庫師範学校）を設立[1]。
- 1923年 - 旧制姫路高等学校を設立[1]。
- 1949年 - 新制神戸大学発足。旧制姫路高等学校を改組し神戸教養課程（1963年に教養部）を設置。兵庫師範学校と兵庫青年師範学校を改組し神戸大学教育学部を設立[1]。
- 1992年 - 教養部を国際文化学部に改組。教育学部を発達科学部に改組[1]。
- 2017年 - 国際文化学部と発達科学部を統合し国際人間科学部を設立[1]。

## 学科
- 入学定員370人[3]
  - グローバル文化学科[3]
  - 発達コミュニティ学科[3]
  - 環境共生学科[3]
  - 子ども教育学科[3]

## 著名な出身者

### 政治
- 岩見武三 - 元市川町長、元市川町議会議長
- 上原みなみ - 元神戸市議会議員、気象予報士
- 植松恵美子 - 元参議院議員、元三木町副町長
- 小原明大 - 長岡京市議会議員
- 嶋田正義 - 元福崎町長、元福崎町議会議員
- 高橋昭一 - 元衆議院議員、元兵庫エフエム放送取締役企画部長
- 西田正則 - 元たつの市長、元龍野市教育長
- 萩原幽香子 - 元参議院議員、元兵庫県社会教育主事

### 経済
- 池田安希子 - 元ココスジャパン社長、元ジョリーパスタ社長
- 裙本理人 - セルソース創業者・社長CEO
- 正井禮子 - 社会起業家、加藤シヅエ賞
- 山岸八郎 - フジッコ創業者・元社長

### 教育
- 岩辺泰吏 - 元明治学院大学教授、元葛飾区立亀青小学校教諭、教育評論家
- 多賀一郎 - 元甲南小学校教諭、元日本私立小学校連盟国語部全国委員長

### マスコミ
- 梶淳 - テレビ朝日プロデューサー
- 福山佳那 - ウェザーマップ気象予報士、元日本海テレビジョン放送報道記者
- 藤田和弥 - 朝日放送テレビ制作局長

#### アナウンサー
- 遠藤和子 - 元名古屋テレビ放送アナウンサー
- 北村真平 - 朝日放送テレビアナウンサー
- 衣笠梨代 - テレビ新広島アナウンサー
- 久保円華 - フリーアナウンサー、元テレビ高知・静岡朝日テレビアナウンサー
- 小林沙貴 - 日本海テレビジョン放送アナウンサー
- 坂口愛美 - 文化放送アナウンサー、気象予報士、元愛媛朝日テレビアナウンサー
- 戸澤真帆 - フリーアナウンサー
- 豊島美雪 - フリーアナウンサー、タレント
- 豊成春子 - 四国放送アナウンサー
- 中川萌香 - 中京テレビ放送アナウンサー
- 中村秋季乃 - テレビ北海道アナウンサー

### 研究
- 井上雅文 - 木材加工学、東京大学教授、木材利用システム研究会会長、元大建工業監査役
- 植野真臣 - 統計学、電気通信大学教授、元日本行動計量学会理事長
- 齋木喜美子 - 児童文学研究、関西学院大学教授、日本児童文学学会賞
- 坂野雄二 - 臨床心理学、元早稲田大学教授、元日本行動療法学会理事長、元日本行動医学会理事長
- 鈴木寛 - 音楽教育学、兵庫教育大学名誉教授
- 中谷彪 - 教育行政学、元大阪教育大学学長
- 増井武士 -心理療法、元産業医科大学教授
- 溝上慎一 - 心理学、元京都大学教授、桐蔭学園理事長兼桐蔭横浜大学学長、日本青年心理学会学会賞
- 溝渕正季 - 中東地域研究、広島大学准教授
- 村上しほり - 観光学、大阪市立大学特任准教授、日本建築学会奨励賞
- 目黒強 - 児童文学研究、神戸大学准教授、日本児童文学学会奨励賞

### 文化
- 池田暁子 - イラストレーター
- 植松奎二 - 現代美術家、彫刻家、中原悌二郎賞
- 王少飛 - 画家、新中国絵画芸術最高栄誉賞
- 岡田淳 - 児童文学、野間児童文芸賞、日本児童文学者協会賞
- 金川晋吾 - 写真家、三木淳賞、さがみはら写真新人奨励賞
- 谷岡久美 - ゲーム音楽作曲家
- 万代栄嗣 - 牧師、日本福音宣教会代表

### 芸能、スポーツ
- 天宮遥 - ピアニスト、シンガーソングライター
- 桂吉弥 - 落語家、芸術祭賞大衆芸能部門優秀賞、繁昌亭大賞
- 木村靖 - ソフトテニス指導者、国民体育大会優勝
- 塚本浩二 - 野球選手、東京ヤクルトスワローズ2008年ドラフト指名選手
- 壷井達也 - フィギュアスケート選手、全日本フィギュアスケートジュニア選手権優勝
- 露の團六 - 落語家
- 時枝里好 - 俳優
- 檜原洋平 - 芸人
- 森大輔 - シンガーソングライター
- 山下絵里香 - 声優、ナレーター